# Rigolet
Rigolet é um governo comunitário inuíte localizado na província canadense de Terra Nova e Labrador. De acordo com o censo canadense de 2016, a cidade tinha uma população de 305 habitantes.